# A Teraz Konkretnie
A Teraz Konkretnie – nadawany na żywo w latach 1993–1994 talk-show Nowej Telewizji Warszawa, retransmitowany w ogólnopolskiej sieci Polonia 1. Premiera programu miała miejsce 21 maja 1993 roku. Ostatnia emisja na żywo z udziałem Wiesława Chrzanowskiego została zrealizowana 27 sierpnia 1994, na dzień przed zamknięciem stacji.
Był to autorski, cykliczny program prowadzony przez Andrzeja Tadeusza Kijowskiego. Jeden z pierwszych polskich programów telewizyjnych typu talk-show. Gośćmi programu byli głównie pierwszoplanowi politycy, od samorządowców, poprzez posłów, aż po premierów i prezydentów. Także biznesmeni, dziennikarze, a nawet zaangażowani społecznie wybitni artyści. W trakcie rozmowy telewidzowie mogli zadawać na żywo pytania przez telefon. Nad stroną merytoryczną i techniczną tych połączeń czuwał główny asystent prowadzącego, którym był Jarosław Kret.
Kontynuacją programu po likwidacji NTW był realizowany przez A.T. Kijowskiego w formule otwartego studia, nagrywany dla sieci Polonia 1 - program ATaK Show. Jego ostatnia emisja miała miejsce 28 czerwca 1995, kiedy to właściciel stacji Nicola Grauso zdecydował o wycofaniu się z Polski.
W czasie zaledwie 2,5 lat działalności tej stacji red. Kijowski zrealizował około 250 programów, w ramach których przeprowadził wywiady z blisko tysiącem osób.